# Palais Gerstenberg
Das Palais Gerstenberg ist ein denkmalgeschütztes Gebäude in Berlin-Schmargendorf im Bezirk Charlottenburg-Wilmersdorf. Es wurde zu Beginn des 20. Jahrhunderts im Auftrag des Versicherungskaufmanns Otto Gerstenberg nach Plänen und unter Leitung des Architekten Carl Vohl als Villa für seine Familie errichtet.

## Lage
Die Front des Hauses zeigt zur Hammersteinstraße, das Grundstück gehört offiziell zur Rheinbabenallee 47, trägt aber auch die Adresse Miquelstraße 36–48. Es grenzt ebenfalls an die Bernadottestraße und die Parkstraße. Das Palais befindet sich in einem großräumigen parkähnlichen Gelände, für dessen Wirkung der Architekt ein podestförmiges Bauprofil entwarf und die Parkfläche extra absenkte.

## Geschichte
Die 1903–1905 im neobarocken Stil errichtete, heute nach seinem Bauherrn benannte, Villa Gerstenberg hat in Folge mehrerer Bauphasen und Nutzungsänderungen eine Vielzahl von Um- und Anbauten erfahren. Architekt war Carl Vohl.
Das Gebäude wurde ab 1946 als Privatklinik genutzt und für diese Nutzung vielfach umgebaut und überformt.

## Architektur
Das freistehende dreietagige Wohnhaus mit einem ausgebauten Dachgeschoss ist im neobarocken Stil gehalten. Auffällig sind der Rustikasockel aus Kalkstein mit einer großen Freitreppe, der angebaute dreistöckige Rundturm und die asymmetrische Fassadengestaltung. Das Turmdach ist mit Kupferblech gedeckt, der direkte Wohnbereich mit rechteckigem Grundriss endet mit einem ziegelgedeckten flachen Walmdach. Ein weiteres Gestaltungselement ist die Fassadenverkleidung aus rotem Sandstein für den Mittelbereich vom Hochparterre bis zur ersten Etage, hinter welcher sich eine zentrale Eingangshalle und das Treppenhaus verbergen. Fünf Jahre nach Fertigstellung erhielt das Haus an der Ostseite eine zweistöckige Galerie als Anbau mit einem Oberlichtsaal, in dem Gerstenberg seine Kunstsammlungen ausstellen konnte; geplant und ausgeführt von Voth. 

## Heutige Nutzung
Im Jahr 2014 wurden der Ursprungsbau sowie die Nebengebäude und die Parkanlage, ohne die nachfolgenden Erweiterungen, unter Denkmalschutz gestellt. Hauptteil des Denkmalschutzes stellt das bauzeitlich erhaltene historische Treppenhaus dar. Anschließend begann ein denkmalgerechter Umbau und Neuausbau; die Villa soll wieder zu einem Wohngebäude zurückgebaut werden.